# Birchiș (rijeka)
Birchiș je rijeka u Rumunjskoj, u županiji Arad, lijevi pritok Moriša.